# Perchlorate d'argent

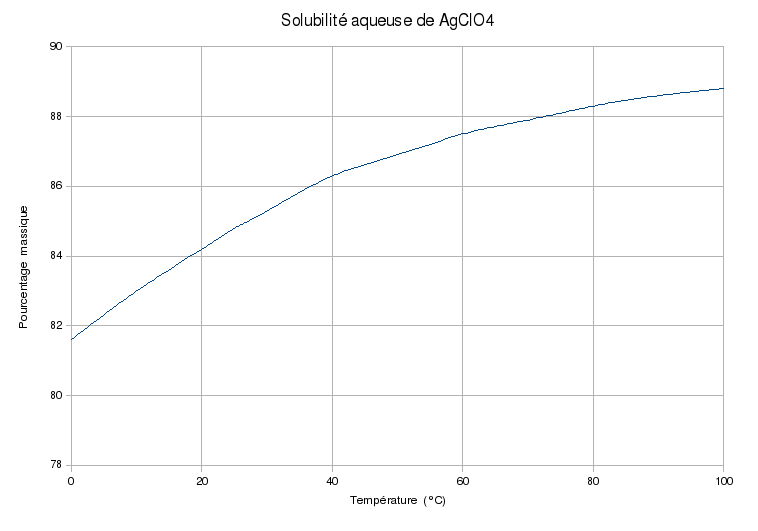
Solubilité aqueuse

Le perchlorate d'argent est le sel argenteux de l'acide perchlorique.
Ses sels sont explosifs.